# Serralada Volcànica Central

Cràter del Volcà Irazú

La Serralada volcànica central s'estén al llarg de 80 quilòmetres des del pas de Tapezco fins al volcà Turrialba i finalitza al riu Pacuare, es troba separada de la Serra minera de Tilarán pel riu Balsa, el turó Platanar i Zarcero.

## Característiques
- Constitueix una fila de cons volcànics amb direcció est-oest al centre de Costa Rica.
- Separa les planes del nord de la depressió tectònica central (vall central).
- La important altitud del volcà Irazú fa que aquest sigui un lloc estratègic per a les telecomunicacions, pel que moltes de les televisions i radioemissores nacionals tenen els seus repetidors al cim del volcà.

## Elevacions més importants
Massís Poás (2704 msnm): en aquest massís volcànic es troba el Parc Nacional Volcán Poás, presenta activitat permanent de tipus fumaròlic, disposa d'un cràter antic que ara és una llacuna.
El Volcà Barva (2906 msnm): presenta fonts termals (manifestacions hidrotermals). Aquí es troba el Parc Nacional Braulio Carrillo.
Massís d'Irazú (3432 msnm) – Turrialba(3328 msnm): el volcà Irazú és el volcà més alt de Costa Rica, es troba actiu, va fer erupció durant els anys 1963 i 1964, és un parc nacional. El volcà Turrialba presenta activitat fumaròlica i emissió de gases.

## Els passos o depressions
Hi ha una sèrie de passos entre els massissos com el Tapezco, Desengaño, La Palma i Coliblanco, permeten l'entrada a la vall central dels vents alisis que venen des del Mar Carib, entre aquests passos és per on s'estenen les rutes terrestres i aèries de comunicació de la vall central amb la zona nord i amb la zona atlàntica.

Passos i elevacions més importants de la serralada.